# Eurasburg (Baviera)
Eurasburg é um município da Alemanha, localizado no distrito de Aichach-Friedberg no estado da Baviera.